# Enipeas (Peloponnes)
Der Enipeas, auch Varnichios, Lestinitsa/Lestenitsa oder Avouras (griechisch Ενιπέας, Βαρνίχιος, Λεστινίτσα, Άβουρας) ist ein Fluss im Regionalbezirk Elis. Er ist einer der größeren Nebenflüsse des Alfios. Er verläuft im Westen des Regionalbezirkes und besitzt einen ganzen Schwarm von Nebenflüssen und Sturzbächen.

## Mythologie
Der Enipeas ist nach einer antiken Meergottheit benannt. Enipeus (Mythologie) war der Geliebte der Tyro.

## Verlauf
Die Quellen liegen bei dem Ort Neraida (gr. Νεράιδα Ηλείας) auf einer Höhe von 350 m über dem Meer. Sie sind bekannt unter dem Namen Avra (gr. Άβρα). Bei Neraida mündet in das Bächlein, das von Süden, vom Ort Kryoneri (Κρυονέρι – "Kalte Wasser") herkommt, der Paliopotamo (Παλιοπόταμο – "Alte Fluss") an. Der Lestinitsa fließt von da in Richtung Westen bis zu den Dörfern Grammatikos (Γραμματικός) und Latzi (Λατζόι), das wahrscheinlich namensgebend für den Alternativnamen Lestinitsa ist. Dort tritt er in ein größeres Tal ein und wendet sich stärker nach Süden. Beim Dorf Karoutes (Καρούτες) nimmt er die Wasser seines größten Nebenflusses, des Alisios (Αλήσιος Βίκκος) auf und schlängelt sich in der Ebene weiter nach Süden, wo er gegenüber dem Dorf Alfiousa (Αλφειούσα) von rechts und Norden in den Alfios mündet, etwa 10 km westlich des antiken Olympia.

## Einzugsgebiet
Der Enipeas hat ein stark begrenztes Einzugsgebiet. Nördlich des Gebietes verläuft der Ladonas (Λαδώνας) mit seinen Zuflüssen als Konkurrent, nach Osten bildet die Schlucht des Erymanthos eine gerade und abrupte Grenze, während im Süden weitere kleine Zuflüsse des Alfios, wie z. B. Lalaiko (Λαλαίκκο Βίκκος), Kladeos (Κλάδεος Βκ.) und Pournareiko (Πουρναραίκο Βκ.; Κυθήριος Βκ.) zu den Konkurrenten zählen. Die Wasserscheide bildet sich ein Kleiner Höhenzug, der sich von Westen, von Psili Rachi bei Iraklia (Ηράκλεια) über Chelidoni (Χελιδόνι) und Lalas (Λάλας) bis nach Achladini (Αχλαδινή, "Birnen") oberhalb des Tales des Erymanthos zieht. Vor allem der Zufluss Paleopotamos liegt im Gebiet des Eichenwaldes von Foli.
Im Westen sind die Zuflüsse des Kyras Langkadi (Κυράς Λαγκάδι Βκ.) in der Küsteneben von Pyrgos Konkurrenten.